# Valor verdadeiro
O valor verdadeiro, ou valor alvo, de uma grandeza física pode ser considerado o objetivo final de um processo de medição. Ou seja, é o resultado final esperado depois de realizar todo o processo experimental. Uma maneira de avaliar a qualidade do resultado de uma medição é fornecida pelo conceito de exatidão, relacionado com a proximidade da medida com o seu valor alvo. Outra qualidade  importante de um experimento está relacionada com a sua precisão, que se refere à dispersão entre medidas repetidas sob as mesmas condições.